# カブリ数物連携宇宙研究機構
カブリ数物連携宇宙研究機構（カブリすうぶつれんけいうちゅうけんきゅうきこう、英称：Kavli Institute for the Physics and Mathematics of the Universe、略称：Kavli IPMU）は、数学と物理学の連携により宇宙の最も根源たる謎（暗黒物質など）の解明に挑む、東京大学総長室直属の国際高等研究所であり、研究機関。

## 沿革
2007年10月1日に文部科学省の世界トップレベル国際研究拠点（WPI拠点）である数物連携宇宙研究機構として発足した。発足から10年間は、国から年間5億〜20億円の支援を受けることになっていた。
2012年2月8日、カヴリ財団より750万ドルの寄付を受けることを発表する。これにより同年4月には現名称に改称された。
2017年から5年間、WPI拠点として支援延長を受けることが決定している。

## 期間
10年間。助成開始5年後の中間報告により、計画の変更、中止などの見直しが行われる。特に優れた成果を上げた場合は、5年間の延長が認められる。

## 組織
2023年11月1日現在

### 拠点責任者
- 藤井輝夫（東京大学総長）

### 機構長
- 横山順一

### 副機構長
- 佐々木節
- 春山富義
- 横山広美

### 参与
- 相原博昭

### 主任研究員
- 相原博昭（東京大学）
- Alexey Bondal（ロシア科学アカデミー）
- 堀健太朗（東京大学）
- 井上邦雄（東北大学）
- 梶田隆章（東京大学）
- Mikhail Kapranov（東京大学）
- Stavros Katsanevas（パリ第7大学）
- 川崎雅裕（東京大学）
- Young-Kee Kim（シカゴ大学）
- 小林俊行（東京大学）
- 河野俊丈（東京大学）
- 小松英一郎（マックス・プランク研究所）
- Kai Uwe Martens（東京大学）
- 松本重貴（東京大学）
- 森山茂栄（東京大学）
- 村山斉（カリフォルニア大学バークレー校）
- 中畑雅行（東京大学）
- 野尻美保子（高エネルギー加速器研究機構）
- 野村泰紀（カリフォルニア大学バークレー校）
- 大栗博司（カリフォルニア工科大学）
- David Spergel（プリンストン大学）
- 杉山直（名古屋大学）
- 高田昌広（東京大学）
- 高橋忠幸（東京大学）
- 戸田幸伸（東京大学）
- Mark Robert Vagins（東京大学）
- 吉田直紀（東京大学）

## 所在地
- 東京大学柏キャンパス
- 神岡サテライト